# Laureat
Ein Laureat ist ein Preisträger (lateinisch Lorbeerkranzträger), ein mit einem Preis (z. B. dem Nobelpreis), Orden oder anderer Auszeichnung geehrter Wissenschaftler, Politiker, Dichter, anderer Künstler oder der Sieger eines Wettbewerbs. 
Poeta laureatus war ein mit dem Lorbeerkranz gekrönter Dichter – eine Auszeichnung, die seit der Antike auch mit Rechten und Mitteln (Preisgeld, Apanage oder Rente) von der Seite der Donatoren oder Herrscher verbunden war. Im englischen Sprachraum gibt es weiterhin die Bezeichnung Poet Laureate.
(EU-)Laureat ist die Bezeichnung für eine Person, die erfolgreich das Auswahlverfahren des Europäischen Personalauswahlamtes EPSO für Laufbahnbeamte durchlaufen hat, den sogenannten Concours. Verschiedene deutsche Bundesministerien – zum Teil auch die Vertretungen der Bundesländer bei der EU – bieten Laureaten eine befristete Tätigkeit an, um die Wartezeit bei der EU bis zur Einstellung zu überbrücken.